# Reino Nabateu

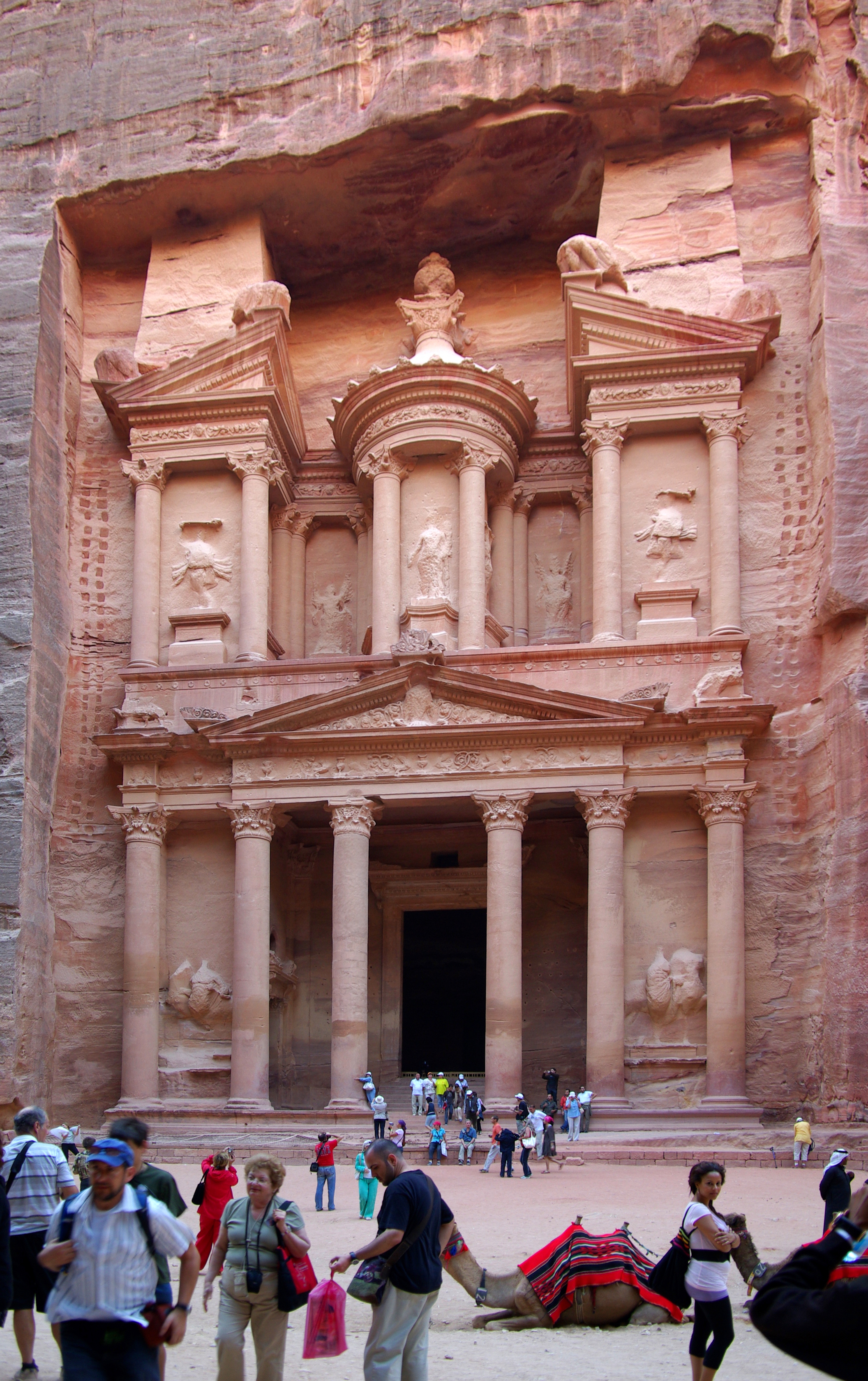
Petra, capital do Reino Nabateu

Reino Nabateu, também chamado de Nabateia, foi um estado político dos nabateus, uma tribo árabe do Sinai, que existiu durante a Antiguidade Clássica e foi anexado pelo Império Romano no ano 106.

## Geografia
Localizado entre a Península do Sinai e a Península Arábica, seu vizinho do norte era o Reino da Judeia e seu vizinho do sul ocidental era o Egito. Sua capital era a cidade de Petra, na moderna Jordânia, e incluiu as cidades de Bostra, Madaim Salé e Nitzana.[carece de fontes?]
Petra era uma cidade de rico comércio, localizada em uma convergência de várias importantes rotas comerciais. Uma delas era a "Rota do Incenso" que era baseada em torno da produção de mirra e incenso no sul da Arábia, e corria através Madaim Salé para Petra. A partir daqui os aromáticos eram distribuídos em toda a região do Mediterrâneo. A agricultura era praticada intensivamente em certas áreas limitadas, e nas rotas que as conectavam.[carece de fontes?]

## História

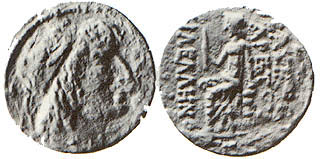
Um denário de prata cunhado por volta de, onde aparece ajoelhado ao lado de um camelo

As origens dos nabateus remontam a uma época em que eram pastores nômades no Negueve e na península do Sinai ao redor do século IV a.C.
Sob o reinado de Aretas III (r. 87–62 a.C.), o reino parece ter atingido seu apogeu territorial mas em 62 a.C. foi derrotado por um exército romano sob o comando de Marco Emílio Escauro. Hircano foi enviado como embaixador para Aretas e negociou um acordo de paz no qual Aretas concordava em pagar um tributo de trezentos talentos para manter seu reino.
O reino viu-se lentamente cercado pela expansão do Império Romano, que conquistou o Egito, a Síria e anexou a Judeia. Apesar do Reino Natabeu conseguir preservar a sua independência formal, tornou-se um reino cliente do Império Romano.

### Anexação romana
Em 106, durante o reinado do imperador romano Trajano, o último rei nabateu, Rabel II Sóter, morreu. Este evento poderia ter causado a anexação oficial do reino ao Império Romano, embora as razões reais, e a forma exata de anexação, são desconhecidas. Algumas evidências epigráficas sugerem uma campanha militar, comandada por Cornélio Palma, governador da Síria. O reino foi anexado pelo império e tornando-se a província de Arábia Pétrea. O comércio continuou em grande parte como antes.[carece de fontes?]
Um século mais tarde, durante o reinado de Alexandre Severo, a emissão local de moedas terminou. Após esta data não houve mais construção de túmulos suntuosos, aparentemente devido a alguma catástrofe súbita, como uma invasão pelo novo poder do Império Sassânida. A cidade de Palmira, por um tempo a capital do rebelde Império de Palmira, cresceu em importância e atraiu o comércio árabe longe de Petra.[carece de fontes?]

### Descoberta das ruínas
Depois de um terremoto que praticamente destruiu a cidade em 363, a importância de Petra entrou em declínio. Em 1812, o explorador suíço Ludwig Burckhardt descobriu as ruínas da cidade, abrindo caminho para outros exploradores.